# Explotación minera en Campana Mahuida
El proyecto Campana Mahuida está ubicado en la provincia de Neuquén, en cercanías de la localidad de Loncopué, al noreste del Cerro Tres Puntas. La riqueza potencial de la región es conocida desde finales del siglo XIX, cuando el gobernador del entonces Territorio Nacional del Neuquén (forma jurídica previa a la provincialización), propuso instalar allí la capital.
En el año 1969, la región es mencionada en una ley que encomendaba a la Dirección General de Fabricaciones Militares las gestiones tendientes a la exploración y explotación de “yacimientos de cobre, molibdeno y otros minerales de primera categoría”. 
En el texto de esa ley se estimaba en 225 km² la superficie con potenciales recursos mineros de Campana Mahuida.

## Geología y mineralización
Un estudio de la región realizado por Chabert y Zanettini en 1999 señala que “la mineralización primaria es pirita, calcopirita, bornita, cobres grises, molibdenita, magnetita, pirrotina y oro.”
Se estima que el yacimiento puede tener reservas de más de 37 millones de toneladas de cobre.

## Evolución del proyecto y conflictos
En 1998, la empresa estatal CORMINE realizó trabajos de relevamiento en la zona de Campana Mahuida.
En marzo de 2007, CORMINE firmó una carta de intención con la empresa Emprendimientos Mineros SA, de reciente creación, subsidiaria de la empresa de capitales chinos MCC (Metallurgical Construction Corporation) para la exploración del yacimiento. Esta carta de intención se perfeccionó pocos meses después, con un contrato de “Exploración con opción a compra”.
Este contrato fue motivo de controversias ya que, entre otros puntos, implicaba una venta directa, violando el art. 80 de la Constitución Provincial, y establecía regalías por el 1,5% cuando el porcentaje de aplicación habitual es el 3%, entre otras cláusulas conflictivas. Además, este contrato recibió fuertes críticas porque en él, en palabras del diputado provincial Rodolfo Canini 

No se cumple con lo que dice la Constitución Nacional en el artículo 75 y la Constitución Provincial en su artículo 53 sobre los derechos de los pueblos originarios. No se cumple con la resolución 169 de la OIT (Organización Internacional del Trabajo) y la declaración de los pueblos originarios de la ONU (Organización de las Naciones Unidades), aprobada hace dos años, que resguarda los derechos originarios y obliga a los Estados a consultar a los pueblos cuando se trate sobre la extracción de los recursos naturales de sus territorios.

En diciembre de 2008, la empresa Emprendimientos Mineros S.A. presentó un Informe de Impacto Ambiental que analizaba exclusivamente la etapa de exploración. Este informe presentaba importantes deficiencias y fue rechazado por la dirección de Minería.
La normativa establece que, luego de la presentación de un Informe de Impacto Ambiental, se debe realizar una audiencia pública para informar a los pobladores de la zona y responder sus inquietudes respecto de las condiciones de la futura explotación.
Hacia septiembre de 2009, se habían hecho visibles los conflictos implicados en la futura explotación, fundamentalmente el que derivaba del incumplimiento del Convenio 169 de la OIT que  impone el “consentimiento previo, libre e informado” de los pobladores afectados por una explotación minera, en este caso de la comunidad mapuche Mellao Morales, pobladores y propietarios de las tierras afectadas al proyecto. y la controversia derivada del uso y potencial contaminación de los acuíferos.
El 30 de septiembre estaba prevista una audiencia pública, -convocada por tercera vez-, luego de la cual se esperaba iniciar las actividades del proyecto minero. Esta audiencia fue cancelada por el Tribunal Superior de Justicia el día anterior a la fecha que tenía prevista, con lo cual se suspendía cualquier trabajo ulterior vinculado al proyecto.
El 1 de octubre de 2009, el Honorable Concejo Deliberante de la Municipalidad de Loncopué mediante Declaración 06/09 define su posición contraria al proyecto.
El 14 de octubre de 2009, CORMINE y la Fiscalía de Estado de Neuquén, apelaron la medida adoptada por el Tribunal Superior de Justicia provincial ante la Corte Suprema de Justicia de la Nación, instancia máxima del Poder Judicial.
Durante los meses siguientes, los conflictos continuaron e incluso adquirieron gravedad a partir del desconocimiento por parte de CARMINE y la Fiscalía de la suspensión de actividades ordenada por el Tribunal Superior de Justicia (TSJ), entre ellos, un incidente que involucraba a la emisora de radio local.
Finalmente, los primeros días de abril de 2011, el TSJ dio a conocer su decisión de denegar la apelación presentada por el gobierno neuquino a través de la Fiscalía de Estado y la ratificación de la prohibición de la práctica de minería en los territorios de Campana Mahuida.